# Erik Eloe Andersen
Erik Eloe Andersen (* 15. August 1902 in Næstved; † 2. Januar 1980 in Gentofte) war ein dänischer Radrennfahrer und nationaler Meister im Radsport.

## Sportliche Laufbahn
Er war Teilnehmer der Olympischen Sommerspiele 1924 im Straßenradsport. Im Jahr zuvor hatte er die Nordischen Meisterschaften im Einzelzeitfahren vor dem späteren Weltmeister Gunnar Sköld gewonnen. Im Olympiajahr wurde er dänischer Meister im Straßenrennen. 1925 gewann er mit der Fyen Rundt eines der renommiertesten Rennen in Dänemark. 1926 siegte er in der Mannschaftsverfolgung bei den Nordischen Meisterschaften u. a. mit Orla Jørgensen im Team. Bei den Straßenradsport-Weltmeisterschaften 1926 kam er auf den 25. Rang des Rennens. Die Sjælland Rundt konnte er 1927 für sich entscheiden.